# Hans Modrow
Hans Modrow (født 27. januar 1928 i Jasienica (Jasenitz), nu en bydel i Police, Polen, død 11. februar 2023) var en tysk politiker. 
Hans Modrow var som medlem af DDR's kommunistparti SED førstesekretær for Bezirk-ledelsen i Bezirk Dresden. Under Die Wende i forbindelse med DDR's sammenbrud blev han den 13. november 1989 udpeget til formand for DDR's Ministerrat og derved chef for den sidste regering i DDR. Han fungerede som ministerrådsformand frem til den 12. april 1990, hvor han blev afløst af Lothar de Maizière, hvis koalition Allianz für Deutschland den 18. marts 1990 havde vundet det første frie valg i DDR. 
Modrow blev regnet som reformvenlig, og i modsætning til Erich Honecker havde han sympati for Mikhail Gorbatsjovs perestrojka. Han forsøgte som regeringsleder at indlede dialog med borgerretsbevægelsen og den 5. februar 1990 udnævnte han flere repræsentanter for den demokratiske opposition til medlemmer af regeringen.
Efter Tysklands genforening blev Modrow dømt til 9 måneders betinget fængsel for at have gennemført valgsvindel ved valg til Dresdens byråd.
Efter DDR-tiden forblev Modrow medlem af SED, der havde skiftet navn til PDS, hvor han blev "æresformand" i 1990-2007. Ved det det første forbundsdagsvalg i Tyskland efter genforeningen blev han valgt til den Tyske forbundsdag, hvor han sad fra den 3. oktober 1990 til 1994. Han var tillige medlem af Europaparlamentet (1999-2004).